# Lighthouse X
Lighthouse X es una Boy band de pop danesa formada en 2014, conocida por ganar el Dansk Melodi Grand Prix 2016 y, como consecuencia, por representar al país en el Festival de Eurovisión 2016.

## Historia
Lanzaron su primer sencillo en octubre de 2014, titulado «Kærligheden kalder», con el que lograron entrar en la lista de las principales canciones danesas. En 2015 grabaron otros sencillos como «Hjerteløst» y «Nattens gløder», además de la reproducción extendida de su álbum homónimo.
Ya en 2016, participaron en el Dansk Melodi Grand Prix con el tema «Soldiers of Love». Consiguieron la victoria con el 42% de los votos del público y, por ello, se ganaron el derecho a representar a Dinamarca en el Festival de Eurovisión 2016, celebrado en Estocolmo.

## Discografía
| Año  | Título         |
| ---- | -------------- |
| 2015 | «Lighthouse X» |

### Sencillos
| Año  | Título                 |
| ---- | ---------------------- |
| 2014 | «Kalder Kærligheden»   |
| 2015 | «Hjerteløst»           |
| 2015 | «Gløder Nattens»       |
| 2015 | «It´s a brand New Day» |
| 2015 | «Home»                 |
| 2016 | «Soldiers of Love»     |